# Elvira Madigan

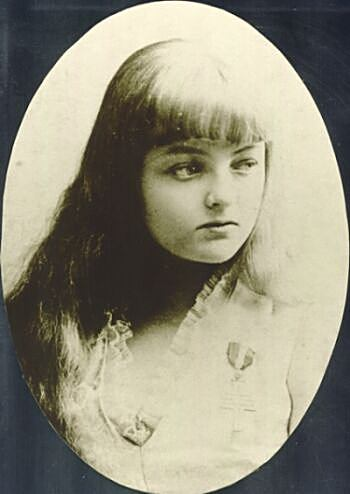
Elvira Madigan.

Hedevig Antoinette Isabella Eleonore Jensen  (Dinamarca 4 de dezembro de 1867 – Tåsinge, 19 de julho de 1889), conhecida artisticamente por Elvira Madigan. Foi uma funambulista circense dinamarquesa. Durante uma digressão pela Escânia, no sul da Suécia, Elvira conheceu o conde Sixten Sparre, tenente da armada sueca.

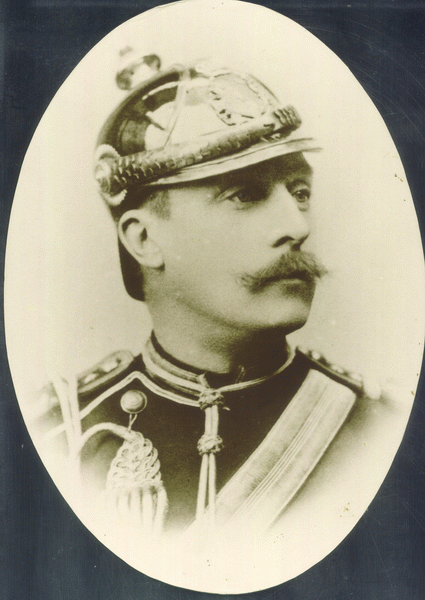
Sixten Sparre

Sparre e Jensen tiveram um romance clandestino, pois Sparre era casado e tinha dois filhos. Sparre abandonou o exército contrariando todas as normas sociais e éticas da época, e o romance foi mantido secreto durante três anos.
Em julho de 1889, o casal fugiu para a Dinamarca, onde ficou por cerca de duas semanas. Quando se lhes acabaram o dinheiro e todos os recursos, tomaram um cesto com alguns alimentos e foram para os bosques da ilha Tåsinge. Fizeram uma última refeição, após o que Sparre matou Jensen e se matou, utilizando a sua própria arma de serviço. Jensen tinha 21 anos e Sparre 35.

## Permanência da história
Muitos compositores e escritores se sentiram inspirados por esta história de amor. Foram também feitas em cinema várias versões da história de amor desta artista, sendo a mais conhecida a de 1967 Elvira Madigan, filme dirigido por Bo Widerberg. Neste filme a banda sonora inclui o Andante do Concerto para piano nº 21 (K 467) de Mozart, informalmente apelidado de "Elvira Madigan". Há indícios de que será feito um remake do filme no ano de 2015.